# Dicladocerus australis
Dicladocerus australis är en stekelart som beskrevs av Yoshimoto 1976. Dicladocerus australis ingår i släktet Dicladocerus och familjen finglanssteklar. Inga underarter finns listade i Catalogue of Life.